# Grote Kerk (Steinfurt)
De Grote Kerk (Große Kirche) is een protestantse kerk in de Duitse plaats Steinfurt (Noordrijn-Westfalen).

## Geschiedenis
Ergens in de 9e eeuw werd op de huidige plaats een kleine houten kapel opgericht. Omdat het kerkgebouw oorspronkelijk een parochiekerk van enkele boerengemeenschappen betrof, werd het gebouw buiten de poorten van de stad gebouwd. Het kerkgebouw was gewijd aan de Ierse monnik Willibrord. Toen de Johannieter Orde hier vanaf 1222 neerstreek als de leidende vestiging van Westfalen en Friesland, was de kapel inmiddels al vervangen door een stenen kerk. Op de zuidelijke muur zijn nog resten van de romaanse voorganger te zien.
De naam Grote Kerk kreeg het godshuis pas na 1380, nadat in de stad nog een kerk met de naam "Kleine Kerk" (Kleine Kirche) werd gebouwd. 
In 1544 ging het gravenhuis van Bentheim-Steinfurt over van het katholicisme naar het lutheranisme en later het calvinisme. Op 25 januari 1564 werd voor het eerst een protestantse godsdienstoefening gehouden in de Grote Kerk.
Op 26 februari 1990 stortte tijdens de orkaan Vivian een deel van de toren in. De toren kwam op het dak van het schip neer en verwoestte grote delen van het oude tongewelf. Ook het orgel werd beschadigd. De schade bedroeg 4,7 miljoen Duitse mark. De ramp bracht de protestantse en katholieke gemeenschap weer samen en mede dankzij vele giften kon de kerk worden hersteld en in december 1991 weer in gebruik genomen.

## Bouw
In de kern betreft de kerk een romaans bouwwerk. Het gebouw werd herhaaldelijk verbouwd en vergroot. Het 50 meter lange kerkschip van natuursteen heeft aan de noordelijke kant een zijschip en transept. De stoere toren met de trapgevel werd in de jaren 1426-1430 gebouwd. Na de reformatie bouwde men in het noordelijke zijschip een houten galerij.

## Inrichting
Overeenkomstig de calvinistische leer bezit de kerk geen beelden of bijzondere opsmuk. Bijzonder voor middeleeuwse kerkenbouw in Münsterland is het houten tongewelf. Eveneens bijzonder is het gotische doksaal uit het jaar 1487. Het doksaal scheidt het koor van de kerkruimte en is het enige doksaal van Westfalen dat de geschiedenis overleefde, de vijf hoge bogen bieden een vrije blik op koor. De kansel ontstond in 1671 en heeft de nuchtere kenmerken van een typisch calvinistisch preekgestoelte, in plaats van figuurlijke voorstellingen zijn aan de voet van de kansel teksten uit de Bijbel aangebracht. Het renaissance orgel werd in 1658 door Conrad Bader uit Unna gebouwd. Het oorspronkelijke pijpwerk ging verloren, de orgelkas is nog origineel.
In de toren en tegenover de voormalige grafkapel zijn een aantal epitafen. De mooiste zijn van Stephan de Reiger († 1629), Ludwig von Stampa († 1669) en gravin Walburga († 1567). Meer oude epitafen zijn aan de noordelijke en zuidelijke zijde van het kerkhof te vinden.